# OXO
OXO (alt. Noughts and Crosses) är ett av de första datorspelen, och utvecklades som ett luffarschackspel (Tic Tac Toe) för datorn EDSAC 1952. Programmet skrevs av Alexander S. Douglas som en illustration för hans disputation som handlade om interaktion mellan dator och människa vid University of Cambridge. OXO var det första digitala grafiska spelet som kunde köras på en dator.
Simuleringen styrdes genom en roterande telefonknappsats.
I OXO spelade en spelare mot datorn, och resultaten skrevs ut på datorns 35×16 pixel katodstrålerör. Källkoden var relativt kort. OXO hade knappast någon spridning då EDSAC var en dator som bara fanns i Cambridge.

## Startskärm
```
9 8 7       NOUGHTS AND CROSSES
6 5 4               BY
3 2 1       A S DOUGLAS, C.1952

LOADING PLEASE WAIT...

EDSAC/USER FIRST (DIAL 0/1):  

```

## Programmets utdata
```
EDSAC/USER FIRST (DIAL 0/1):1
DIAL MOVE:6
DIAL MOVE:1
DIAL MOVE:2
DIAL MOVE:7
DIAL MOVE:9
DRAWN GAME...
EDSAC/USER FIRST (DIAL 0/1):

```